# Alsópáhok
Alsópáhok es un pueblo ubicado en el condado de Zala, Hungría.

## Superficie
Posee una superficie de 18,02 kilómetros cuadrados.

## Demografía
Hasta 2021 la población era de 1485 habitantes, con una densidad de población de 82 habitantes por kilómetro cuadrado. En 2011 el 86,8% de la población estaba conformada por húngaros y la religión predominante era el catolicismo.